# Contact (film)

Contact este un film SF din 1997 regizat de Robert Zemeckis, fiind o adaptare cinematografică a romanului omonim al lui Carl Sagan.

## Rezumat
Ellie Arroway (Jodie Foster) a căutat răspunsuri toată viața. De mică, își petrecea nopțile căutând pe unde scurte voci care să răspundă din eter propriei ei voci. Mai târziu s-a dedicat științei, considerând că e singura care-i poate da explicațiile dorite cu ardoare. Căutările ei au vizat surse din ce în ce mai îndepărtate și, într-un final, și-a ales ca disciplină căutarea mesajelor trimise de inteligențele extraterestre. Și-a construit cu ambiție o carieră și a luptat cu disprețul comunității științifice din care făcea parte, pentru a obține câteva ore pe săptămână un satelit care să capteze eventualele semne venite de la o altă inteligență pierdută în spațiu.
În ciuda tuturor, a rămas ferm convinsă că nu suntem singuri în Univers. Iar într-o dimineață, credința ei a fost răsplătită. Ellie și o dată cu ea întreaga planetă au primit un mesaj radio de pe îndepărtata stea Vega. Descifrarea lui pune însă omenirea în fața unui dublu sentiment: speranța și teama sunt deopotrivă de intense când în mesaj este descoperit planul construirii unei navete pentru călătorii intergalactice. Acest pas ar putea însemna zorii unei noi ere sau apocalipsa? Ellie se luptă pentru a fi aleasă persoana de "contact", găsindu-și un aliat în Palmer Joss (Matthew McConaughey), un tânăr cleric foarte respectat care e și consilier guvernamental.
Voluntară și inteligentă, dârză și ambițioasă, Jodie Foster donează eroinei sale din datele personale. Și noi o urmărim cu sufletul la gură, pas cu pas în aventura vieții, o punte de legătură între lumea noastră și cea de la ani-lumină distanță sau, cine știe, paralelă cu noi, despărțită de un câmp de energie. Regizorul, obsedat de ideea "înapoi în viitor" pune la bătaie efecte speciale impresionante.

## Distribuție
- Jodie Foster - Dr. Eleanor "Ellie" Ann Arroway 
  - Jena Malone - tânăra Ellie Arroway
- Matthew McConaughey - Palmer Joss
- James Woods - Michael Kitz
- Tom Skerritt - David Drumlin
- William Fichtner - Kent Clark
- John Hurt -  S.R. Hadden
- Angela Bassett -  Rachel Constantine
- David Morse -  Theodore Arroway
- Jake Busey - Joseph:  fanatic religios
- Rob Lowe - Richard Rank[5])
- Geoffrey Blake - Fisher
- Max Martini -  Willie